# О-Ірішо
О-Ірішо (гал. O Irixo, ісп. Irijo) — муніципалітет в Іспанії, у складі автономної спільноти Галісія, у провінції Оренсе. Населення — 1828 осіб (2009).
Муніципалітет розташований на відстані близько 440 км на північний захід від Мадрида, 28 км на північний захід від Оренсе.
Муніципалітет складається з таких паррокій: Кампо, Кангес, А-Сіда, Корнеда, Дадін, Еспіньєйра, Фроуфе, Лоурейро, Парада-де-Лабіоте, Реадігос, О-Регейро, Сан-Космеде-де-Кусанка.

## Демографія
Динаміка населення (INE ):

## Галерея зображень

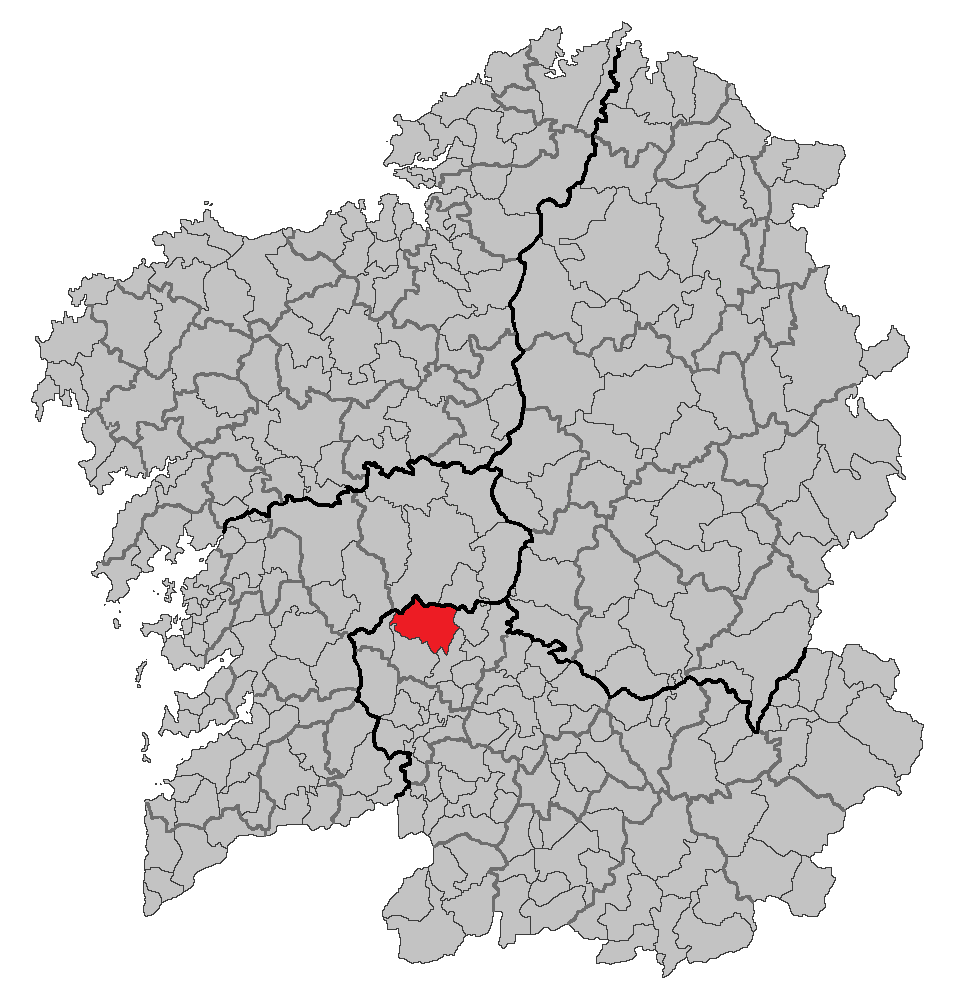
Розташування муніципалітету